# Серцова, Валентина Германовна
Валентина Германовна Серцова (укр. Валентина Германівна Серцова; 28 октября 1952 года, Киев — 8 августа 2022 года, Киев) — советская и украинская художница-постановщица. Член Национального союза кинематографистов Украины.

## Биография
Родилась 28 октября 1952 года в Киеве.
В 1977 года окончила Киевскую государственную художественную академию по специальности «художник-график» и начала работать на киностудии «Киевнаучфильм». С 1992 года работает на студии «Борисфен-лютес» в различных программах. Занималась иллюстрацией детских книг и журналов.
Умерла 8 августа 2022 года в Киеве.

## Фильмография

### Художник-постановщик
- Лень (1979)
- Секрет приворотного зелья (1980)
- Сезон охоты (1981)
- Страна считалия (1982)
- Дерево и кошка[укр.] (1983)
- Взгляд (1984)
- Чёрный заяц (1984)
- Что услышала медуза (1984)
- Разными глазами (1985)
- Было скучно...[укр.] (1991)
- Семь мам Семёна Синебородько (1992)
- История одного поросёнка[укр.] (1994)
- Гадкий утёнок (1996)
- Оселковая шкура (1997)
- Несчастье Софи (1997)
- Коп и Штык. Упорные кроты[укр.] (2006)
- Зубастовка (2007)
- Лежень[укр.] (2013)
- Представьте себе (2013)
- Халабудка[укр.] (2014)

### Художник-мультипликатор
- Приключения капитана Врунгеля (1977—1979, серии 4-13)

### Художник по фонам
- Город мечты (2011)

## Награды
- 1980 — Приз за изобретательное решение на Киевском международном кинофестивале «Молодость» (мультфильм «Лень», режиссёр: Евгений Сивоконь)[1]